# Escaping the Dead
Escaping the Dead er en dansk film fra 2017, filmen er instrueret af Martin Sonntag.

## Medvirkende
- Bastian Brinch Pedersen som David
- Rama Øzel som Ahmir
- Kim Sønderholm som Lars
- Lone Fleming som Davids mor
- Ahmed Hussein som Zherran
- Hassaan Hamza Waseem som Muhammed
- Sead Sainoski som Sablen

## Eksterne Henvisninger
- Escaping the Dead på Internet Movie Database (engelsk)
- Escaping the Dead på Filmdatabasen
- Escaping the Dead på The Movie Database (engelsk)